# 伊瓦伊洛夫格勒水庫
41°39′N 25°57′E / 41.650°N 25.950°E

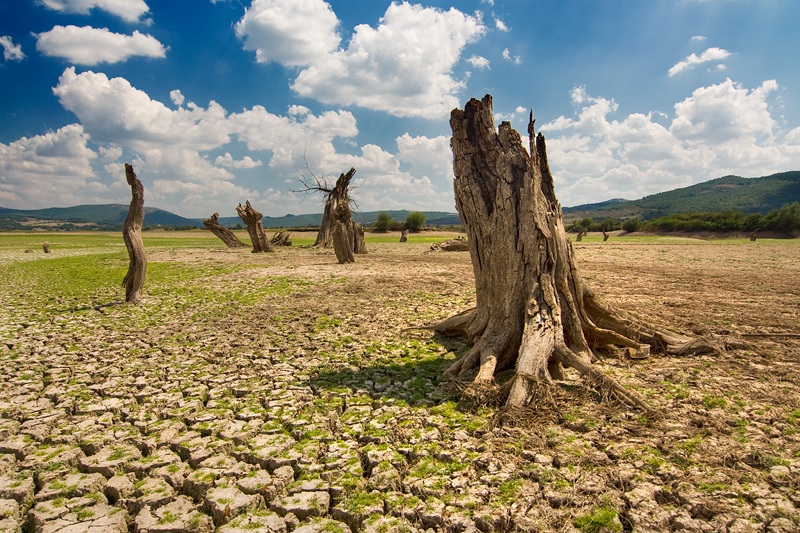

伊瓦伊洛夫格勒水庫是保加利亞的水庫，位於洛多皮山脈東部，長36公里、寬0.3公里，面積15平方公里，集水區面積432平方公里，蓄水量1.6億立方米，最大水深70米。

## 外部連結
- https://web.archive.org/web/20070926223514/http://toursbg.net/bulgaria-guide/ivailovgrad-reservoir/
- http://ivaylovgrad.info/index.php?option=com_content&task=view&id=12&Itemid=130 （页面存档备份，存于）
- Movie about The Ivailovgrad lake area （页面存档备份，存于）